# Энканто (саундтрек)
Encanto (Original Motion Picture Soundtrack) — саундтрек-альбом к одноимённому мультфильму, выпущенный 19 ноября 2021 года лейблом Walt Disney Records. Альбом содержит восемь оригинальных песен, написанных Лин-Мануэлем Мирандой и спродюсированных Майком Элисондо, которые были записаны различными певцами, и 27 композиций музыки, написанной Джермейном Франко. Он был выпущен на 44 языках в дополнение к английскому и испанскому.
Миранда и его команда посетили Колумбию — место действия «Энканто» — чтобы изучить музыку страны. Альбом коренится в таких жанрах, как вальенато, кумбия, бамбуко и испанский рок, с использованием народных музыкальных инструментов Колумбии, и включает в себя стили сальсы, танго, реггетона и бачатой наряду с попом, хип-хопом, народной музыкой и элементами мюзикла. В фильме песни исполняют Мадригали, которые являются семьей с магическими способностями; лирические темы вращаются вокруг индивидуальности, самооценки, трансгенерационной травмы и семейной любви.
Саундтрек имел коммерческий успех, пользуясь широкой популярностью после выхода фильма на Disney+. Он провёл в чарте Billboard 200 девять недель, в чарт Billboard Hot 100 также попали его песни. Также альбом достиг первого места в Австралии, Канаде, Новой Зеландии и Великобритании, а также попал в десятку лучших на различных других территориях. Песни «We Don’t Talk About Bruno» и «Surface Pressure» были самым продаваемыми композициями альбома; первая возглавляла чарты UK Singles и US Hot 100 в течение нескольких недель, а последняя достигла четвёртого и восьмого мест соответственно. «Энканто» стал первым мультфильмом Disney, песни которого попали в топ-10 Hot 100. Кроме того, «We Don’t Talk About Bruno» является второй песней для Disney, попавшей в США на первое место, после «A Whole New World», и первая в истории оригинальная песня, достигшая первого места в Великобритании.
После выхода саундтрек получил признание критиков и получил различные похвалы. Отзывы похвалили его яркие ритмы латинской музыки и похвалили создание музыки Мирандой. Альбом получил премию «Энни» за лучшую музыку в полнометражном фильме; «Грэмми» за лучший сборник саундтрека и дучший саундтрек для визуальных медиа; и две номинации на премию «Оскар» за лучшую музыку к фильму и Лучшая песню к фильму («Dos Oruguitas»), среди прочих наград.

## Создание и выход

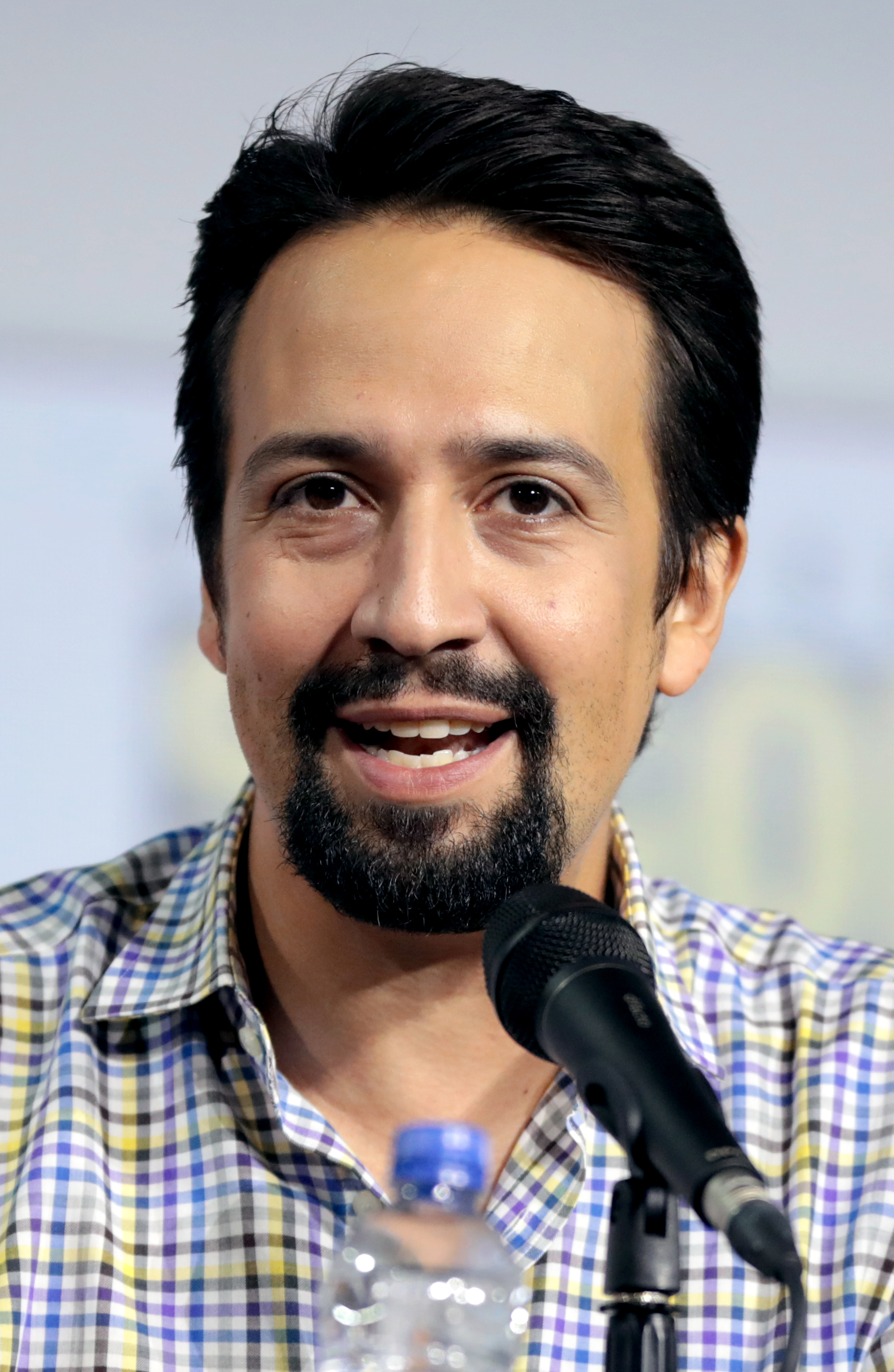
Американский актёр, драматург и музыкант Лин-Мануэль Миранда выступил автором песен к фильму

В июне 2020 года американский певец и автор песен Лин-Мануэль Миранда, который ранее работал над мультфильмом «Моана», рассказал, что он начал писать музыку к американскому анимационному музыкальному фильму «Энканто», в котором будет восемь оригинальных песен на испанском и английском языках. После премьеры фильма Миранда рассказал, что он писал песни к мультфильму с самого начала (то есть начиная с 2016 года). В 2018 году Миранда и создатели мультфильма отправились в Колумбию, чтобы исследовать и изучить страну, её культуру и музыку. 8 сентября 2021 года Джермейн Франко, со-композитор песен из мультфильма «Тайна Коко», начал писать музыку к фильму. Композитор Джон Пауэлл был указан в титрах в качестве консультанта по музыке; это был первый раз, когда он вернулся к работе над мультфильмом Disney со времен «Вольта».
Саундтрек вышел 19 ноября 2021 года. Фильм был выпущен в кинотеатрах США 24 ноября 2021 года в RealD 3D и Dolby Cinema. Эксклюзивный компакт-диск, включая постер, стал доступен через Target 17 декабря, а иллюстрированные грампластинки поступили на Walmart. Саундтрек был выпущен в общей сложности на 46 языках.

## Список композиций
Вся музыка написана Джермейн Франко, а все песни написаны Лин-Мануэлем Мирандой.
| №                   | Название                                                  | Исполнитель(и)                                                                       | Длительность |
| ------------------- | --------------------------------------------------------- | ------------------------------------------------------------------------------------ | ------------ |
| 1.                  | «The Family Madrigal»                                     | Стефани Беатрис, Ольга Мередис                                                       | 4:17         |
| 2.                  | «Waiting On A Miracle»                                    | Стефани Беатрис                                                                      | 2:41         |
| 3.                  | «Surface Pressure»                                        | Джессика Дарроу                                                                      | 3:22         |
| 4.                  | «We Don't Talk About Bruno»                               | Каролина Гайтан, Мауро Кастильо, Адасса, Рензи Фелиз, Дайан Герреро, Стефани Беатрис | 3:36         |
| 5.                  | «What Else Can I Do?»                                     | Дайан Герреро, Стефани Беатрис                                                       | 2:59         |
| 6.                  | «Dos Oruguitas»                                           | Себастьян Ятра                                                                       | 3:34         |
| 7.                  | «All Of You»                                              | Стефани Беатрис, Ольга Мередис, Джон Легуизамо, Адасса, Малума                       | 4:38         |
| 8.                  | «Colombia, Mi Encanto»                                    | Карлос Вивес                                                                         | 2:55         |
| 9.                  | «Two Oruguitas»                                           | Себастьян Ятра                                                                       | 3:34         |
| 10.                 | «¡Hola Casita!»                                           |                                                                                      | 0:46         |
| 11.                 | «Abre Los Ojos»                                           |                                                                                      | 3:16         |
| 12.                 | «Meet La Familia»                                         |                                                                                      | 2:08         |
| 13.                 | «I Need You»                                              |                                                                                      | 2:27         |
| 14.                 | «Antonio’s Voice»                                         |                                                                                      | 2:14         |
| 15.                 | «El Baile Madrigal»                                       |                                                                                      | 2:50         |
| 16.                 | «The Cracks Emerge»                                       |                                                                                      | 1:22         |
| 17.                 | «Tenacious Mirabel»                                       |                                                                                      | 1:35         |
| 18.                 | «Breakfast Questions»                                     |                                                                                      | 1:25         |
| 19.                 | «Bruno’s Tower»                                           |                                                                                      | 0:52         |
| 20.                 | «Mirabel’s Discovery»                                     |                                                                                      | 2:56         |
| 21.                 | «The Dysfunctional Tango»                                 |                                                                                      | 2:42         |
| 22.                 | «Chasing The Past»                                        |                                                                                      | 2:26         |
| 23.                 | «Family Allies»                                           |                                                                                      | 1:15         |
| 24.                 | «The Ultimate Vision»                                     |                                                                                      | 2:10         |
| 25.                 | «Isabela La Perfecta»                                     |                                                                                      | 1:20         |
| 26.                 | «Las Hermanas Pelean»                                     |                                                                                      | 1:17         |
| 27.                 | «The House Knows»                                         |                                                                                      | 1:28         |
| 28.                 | «La Candela»                                              |                                                                                      | 3:20         |
| 29.                 | «El Río»                                                  |                                                                                      | 1:27         |
| 30.                 | «It Was Me»                                               |                                                                                      | 1:20         |
| 31.                 | «El Camino De Mirabel»                                    |                                                                                      | 2:09         |
| 32.                 | «Mirabel’s Cumbia»                                        |                                                                                      | 2:48         |
| 33.                 | «The Rat’s Lair»                                          |                                                                                      | 1:21         |
| 34.                 | «Tío Bruno»                                               |                                                                                      | 2:23         |
| 35.                 | «Impresiones Del Encanto»                                 |                                                                                      | 2:29         |
| 36.                 | «La Cumbia De Mirabel" (featuring Christian Camilo Peña)» |                                                                                      | 2:46         |
| 37.                 | «The Family Madrigal (Instrumental)»                      |                                                                                      | 4:17         |
| 38.                 | «Waiting On A Miracle (Instrumental)»                     |                                                                                      | 2:41         |
| 39.                 | «Surface Pressure (Instrumental)»                         |                                                                                      | 3:22         |
| 40.                 | «We Don't Talk About Bruno (Instrumental)»                |                                                                                      | 3:35         |
| 41.                 | «What Else Can I Do? (Instrumental)»                      |                                                                                      | 2:59         |
| 42.                 | «Dos Oruguitas (Instrumental)»                            |                                                                                      | 3:34         |
| 43.                 | «All Of You (Instrumental)»                               |                                                                                      | 4:53         |
| 44.                 | «Colombia, Mi Encanto (Instrumental)»                     |                                                                                      | 2:54         |
| Общая длительность: | Общая длительность:                                       | Общая длительность:                                                                  | 1:54:41      |

В русскоязычной версии «Энканто» песни исполняли следующие артисты:
- «Семейство Мадригаль» — Регина Тодоренко, Марина Бакина
- «Волшебство» — Регина Тодоренко
- «На самом деле» — Таис Урумидис
- «Не упоминай Бруно» — Юлия Чуракова, Михаил Хрусталёв, Елизавета Шэйх, Никита Лелявин, Ксения Рассомахина, Регина Тодоренко
- «Что я могу?» — Ксения Рассомахина, Регина Тодоренко
- «Наше родство» — Регина Тодоренко, Марина Бакина, Тимур Родригез, Елизавета Шэйх, Егор Жирнов

## Чарты
| Чарт (2021–2022)                         | Высшая позиция |
| ---------------------------------------- | -------------- |
| Australian Albums (ARIA)                 | 1              |
| Австрия (Ö3 Austria)                     | 5              |
| Бельгия/Фландрия (Ultratop)              | 8              |
| Бельгия/Валлония (Ultratop)              | 5              |
| Канада (Canadian Albums Chart)           | 1              |
| Дания (Hitlisten)                        | 9              |
| Нидерланды (Album Top 100)               | 4              |
| Finnish Albums (Suomen virallinen lista) | 18             |
| Франция (SNEP)                           | 13             |
| Германия (Offizielle Top 100)            | 8              |
| Италия (Classifica album)                | 27             |
| Lithuanian Albums (AGATA)                | 54             |
| New Zealand Albums (RMNZ)                | 1              |
| Норвегия (VG-lista)                      | 5              |
| Испания (PROMUSICAE)                     | 5              |
| Швейцария (Schweizer Hitparade)          | 10             |
| UK Compilation Albums (OCC)              | 1              |
| США (Billboard 200)                      | 1              |
| США (Billboard Independent Albums)       | 1              |
| US Kid Albums (Billboard)                | 1              |
| США (Billboard Soundtrack Albums)        | 1              |

| Чарт (2021–2022)                 | Высшая позиция |
| -------------------------------- | -------------- |
| США (Billboard Latin Pop Albums) | 13             |

| Чарт (2022)                        | Позиция |
| ---------------------------------- | ------- |
| Australian Albums (ARIA)           | 15      |
| Austrian Albums (Ö3 Austria)       | 34      |
| Belgian Albums (Ultratop Flanders) | 38      |
| Belgian Albums (Ultratop Wallonia) | 33      |
| Canadian Albums (Billboard)        | 12      |
| Dutch Albums (Album Top 100)       | 37      |
| French Albums (SNEP)               | 61      |
| German Albums (Offizielle Top 100) | 52      |
| New Zealand Albums (RMNZ)          | 19      |
| Spanish Albums (PROMUSICAE)        | 26      |
| Swiss Albums (Schweizer Hitparade) | 54      |
| US Billboard 200                   | 6       |
| US Independent Albums (Billboard)  | 2       |
| US Soundtrack Albums (Billboard)   | 1       |

| Чарт (2023)                       | Позиция |
| --------------------------------- | ------- |
| US Billboard 200                  | 187     |
| US Independent Albums (Billboard) | 26      |
| US Soundtrack Albums (Billboard)  | 4       |

## Сертификации
| Регион                                                                      | Сертификация  | Продажи   |
| --------------------------------------------------------------------------- | ------------- | --------- |
| Бельгия (BEA)                                                               | Платиновый    | 20 000    |
| Канада (Music Canada)                                                       | Платиновый    | 80 000    |
| Франция (SNEP)                                                              | Платиновый    | 100 000   |
| Италия (FIMI)                                                               | Золотой       | 25 000    |
| Новая Зеландия (RMNZ)                                                       | Платиновый    | 15 000    |
| Испания (PROMUSICAE)                                                        | Золотой       | 20 000    |
| Швейцария (IFPI Switzerland)                                                | Платиновый    | 20 000    |
| Великобритания (BPI)                                                        | Платиновый    | 300 000   |
| США (RIAA)                                                                  | 2× Платиновый | 2 000 000 |
| Данные о продажах + прослушиваниях приведены только на основе сертификации. |               |           |